# Сатир Бишоффа
Сатир Бишоффа или бархатница Бишоффа (Chazara bischoffii =Hipparchia bischoffii) — вид дневных бабочек семейства Бархатницы. Видовое название дано в честь Джеймса Бишоффа (James Bischoff) — натуралиста из Аугсбурга.

## Описание

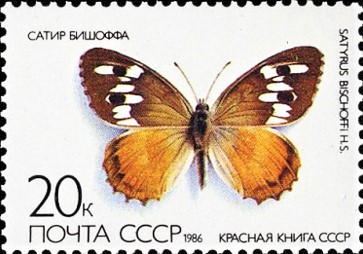
Почтовая марка СССР. 1986

Длина переднего крыла 25—27 мм. Размах крыльев 45—60 мм. Основной фон верхней стороны передних крыльев коричневый с проходящей на нём перевязью из белых пятен, в которой находятся 2 почти чёрных глазка. Задние крылья охряно-рыжего цвета с узкой краевой линией коричневого цвета. Нижняя сторона крыльев окрашена бурым мраморным рисунком.

## Ареал
Закавказье: Араратская долина, южные отроги Айоцдзорского и Зангезурского хребтов, Апшеронский полуостров, Армения, Азербайджан; также обитает в Турции, Иране.
Населяет нагорно-ксерофитные биотопы с лавовыми выходами, горные лесостепи, участки песчаной и солянковой растительности, каменистые засушливые горные полупустыни с зарослями колючих кустарников. Бабочки часто попадаются на медоносах вдоль горных ручьев. В Талыше вид встречается на высотах от 1500 до 1800 м.

## Биология
За год развивается в одном поколении. Оседлый вид. Время лёта: в июне-начале августа. Самки откладывают по одному яйца белого цвета с 10—12 ребрами на сухие злаки или непосредственно на камни. Гусеницы отрождаются ранней осенью. Сперва питаются не активно и зимуют на первом возрасте. Всего проходят 4 стадии развития. Ведут преимущественно скрытный образ жизни, питаясь главным образом по ночам. Кормовыми растениями являются различные злаки, например из рода Мятлик. Окукливаются в верхнем слое почвы.

## Охрана
Вид был занесен в Красную книгу СССР.